# Prosoplus villaroides
Prosoplus villaroides är en skalbaggsart som beskrevs av Stefan von Breuning 1978. Prosoplus villaroides ingår i släktet Prosoplus och familjen långhorningar. Inga underarter finns listade i Catalogue of Life.